# Armando Riviera

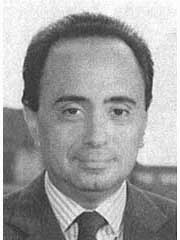
Armando Riviera

Armando Riviera (nascido em 8 de setembro de 1937) é um político italiano que serviu como prefeito de Novara (1981–1991) e como senador entre 1992 e 1994.